# Kökény-övesbagoly
A kökény-övesbagoly (Catocala hymenaea) a kvadrifid bagolylepkefélék családjába tartozó, Eurázsiában honos lepkefaj. 

## Megjelenése
A kökény-övesbagoly szárnyfesztávolsága 37-40 mm. Elülső szárnyának alapszíne vasszürke. A fekete belső keresztsáv elülső oldala széles, kb. a felétől elvékonyodik. A külső keresztsáv vékony, zegzugos; mellette olajszürke sáv húzódik. A közöttük lévő vese alakú folt kerete fekete, belseje és környéke barnás. A szegélyvonal erősen hullámos. A szárnycsúcstól fekete vonal indul befelé a külső keresztsávig. Hátulsó szárnya sárga, a szélén és középen széles fekete szalaggal. A belső szalag középen megtörik és kifelé ugrik, többé-kevésbé egyforma széles. A hátsó szárny csúcsa sárga, a rojt szintén, csak a fekete szegélysáv mentén szürke. Fonákja sárga, a rajzolat fekete, a belső csíkok sötétebbek, mint a szegélysávok, s a belsők mindkét szárnyon zegzugosak, szabálytalanok. A hátulsó szárny töve narancsos; a gallér szegélye fekete.
Változékonya nem számottevő. 
Hernyója hamuszürke színű, megegyezik a tápnövény gallyaival. Apró szemölcsei barnák, a 8. szelvényen nagy, hátrafelé irányuló kinövés található, a 11. szelvény kinövése kétágú. Bábja karcsú, világos vörösbarna.

### Hasonló fajok
A kőrisfa-övesbagoly, a kis sárgaövesbagoly, a galagonya-sárgaövesbagoly, a füstös övesbagoly hasonlít hozzá.

## Elterjedése
Eurázsiában honos, Kelet-Ausztriától a Kárpát-medencén és a Balkánon keresztül egészen Közép-Ázsiáig, az Altajig. Magyarországon mindenütt előfordul, a domb- és hegyvidékeken gyakoribb. 

## Életmódja
Ligeterdők, cserjések, bozótosok, útszélek lakója, ahol hernyója tápnövénye megtalálható.  
Évente egy nemzedéke nő fel, imágóival június-augusztusban lehet találkozni. Éjjel aktív, a mesterséges fényforrások vonzzák. Hernyója főleg kökény és zelnicemeggy, ritkábban galagonya leveleivel táplálkozik. A hernyó áttelel, majd a következő május-júniusban bebábozódik. 

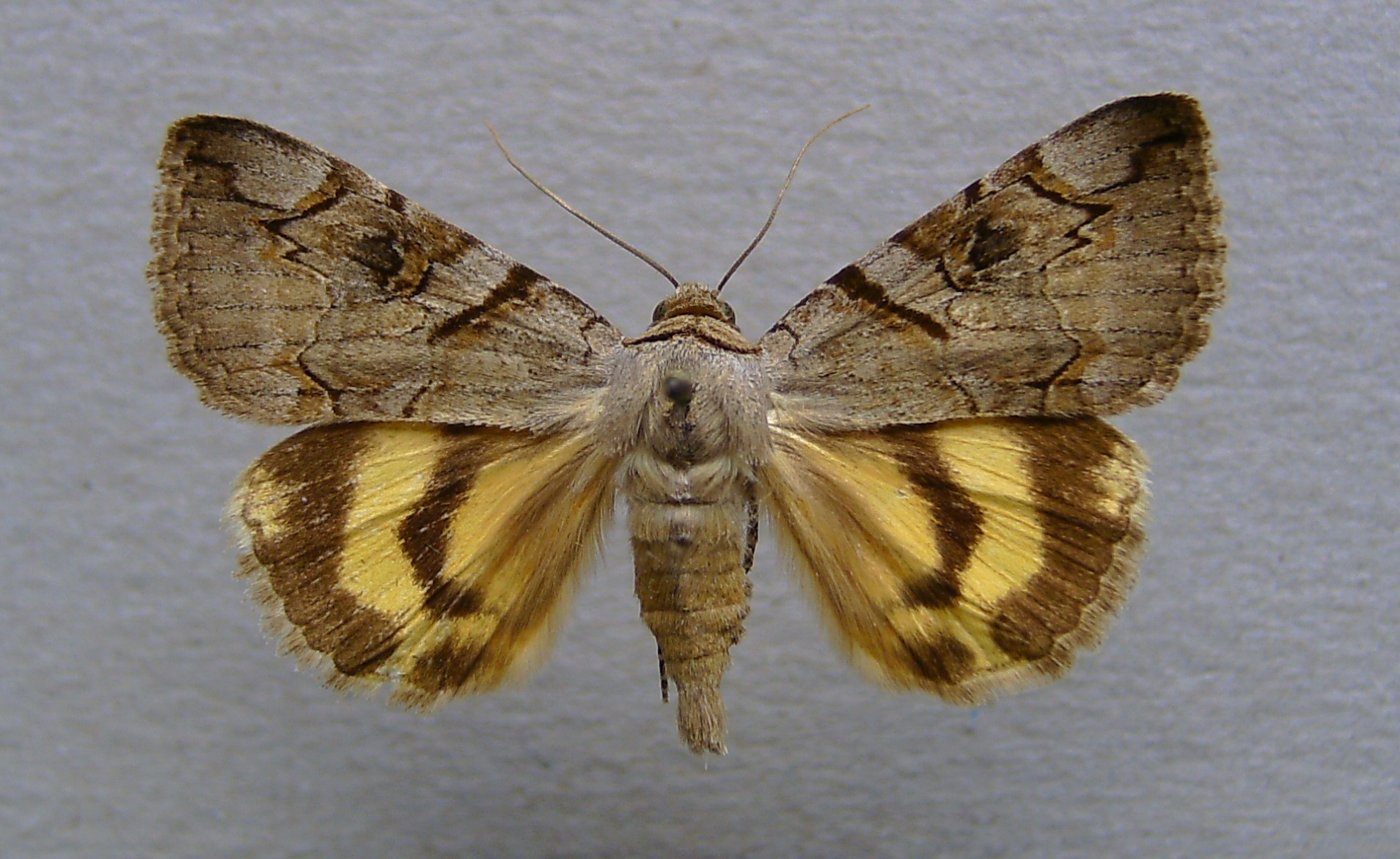
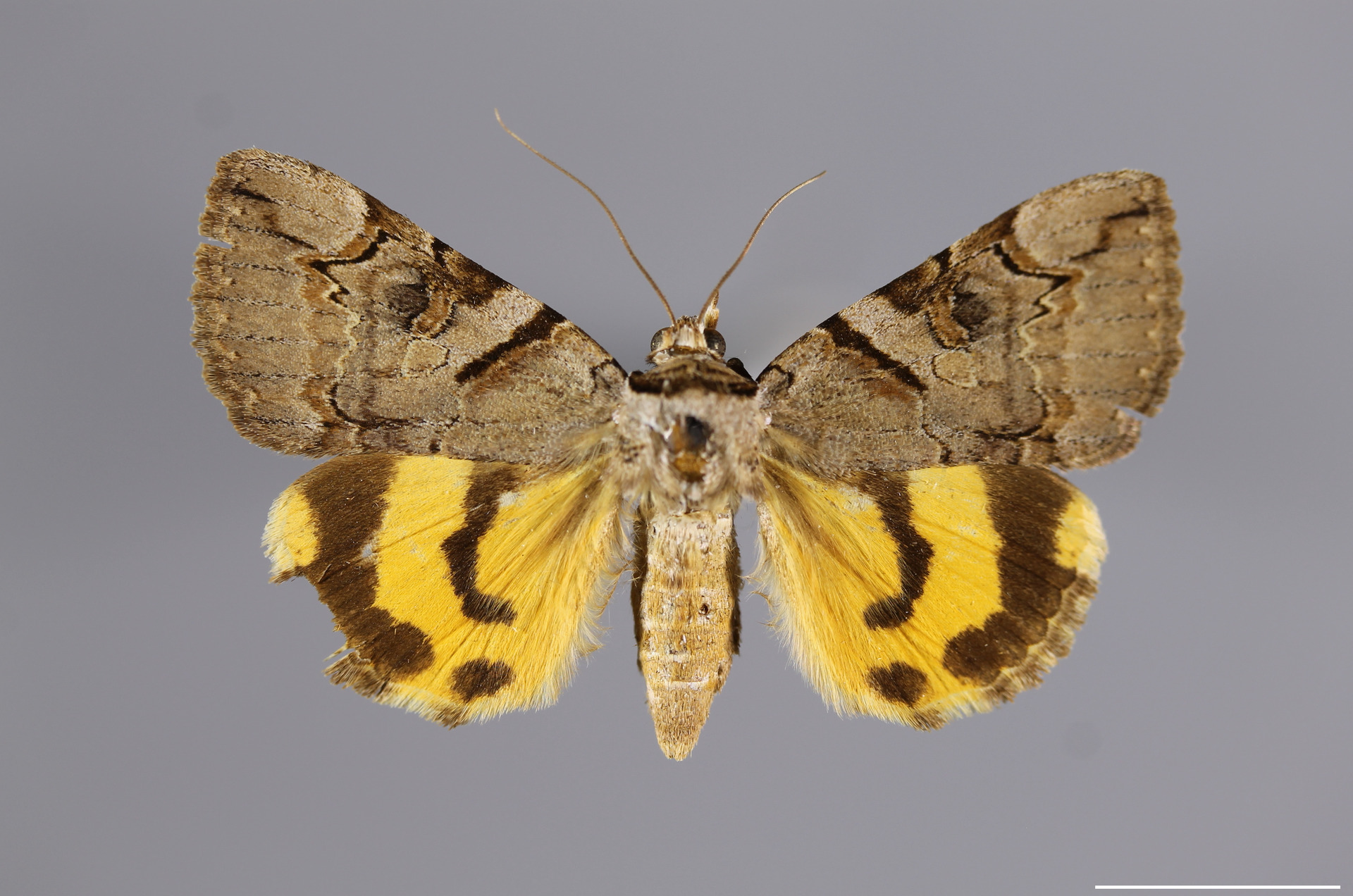
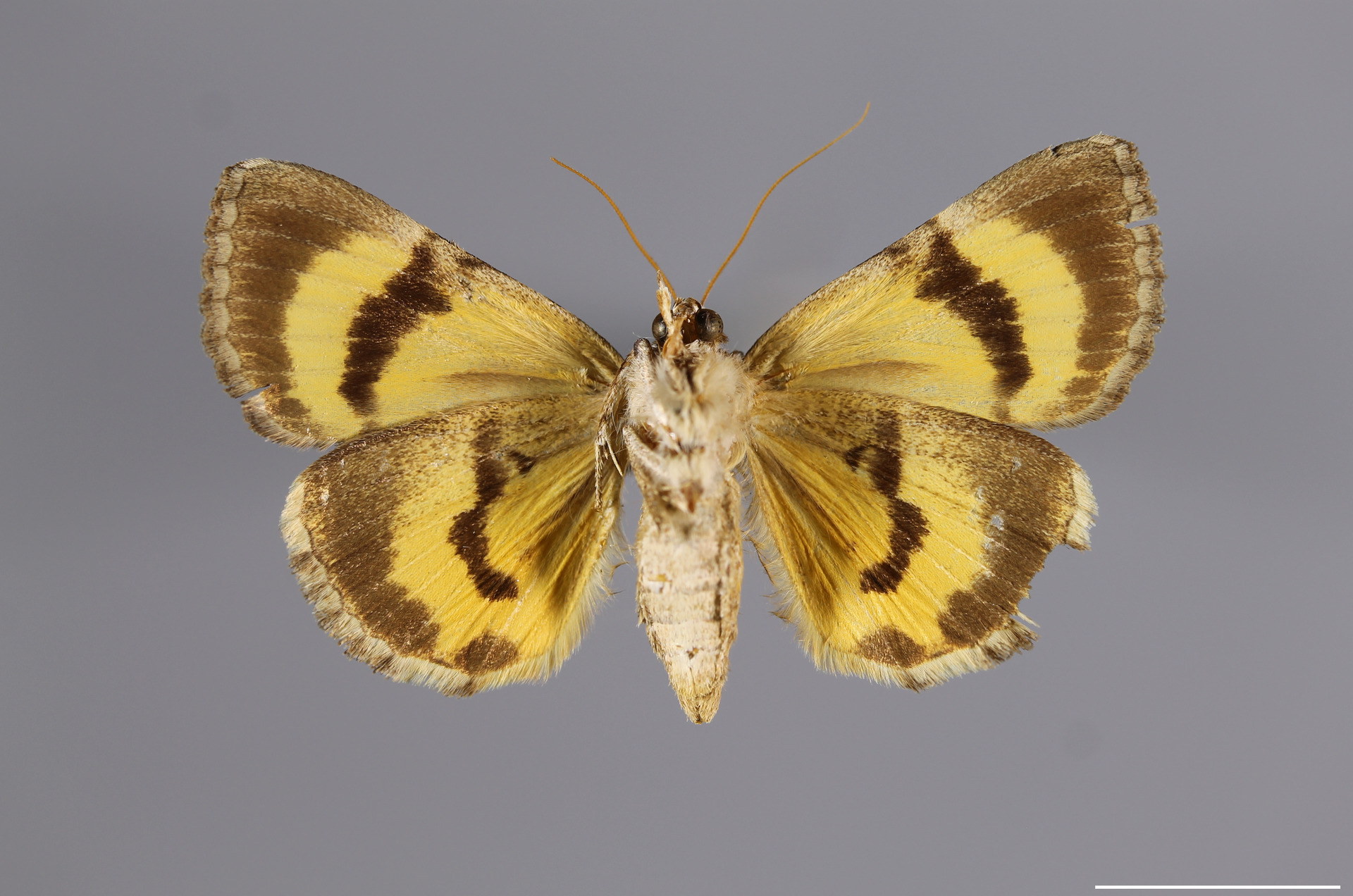
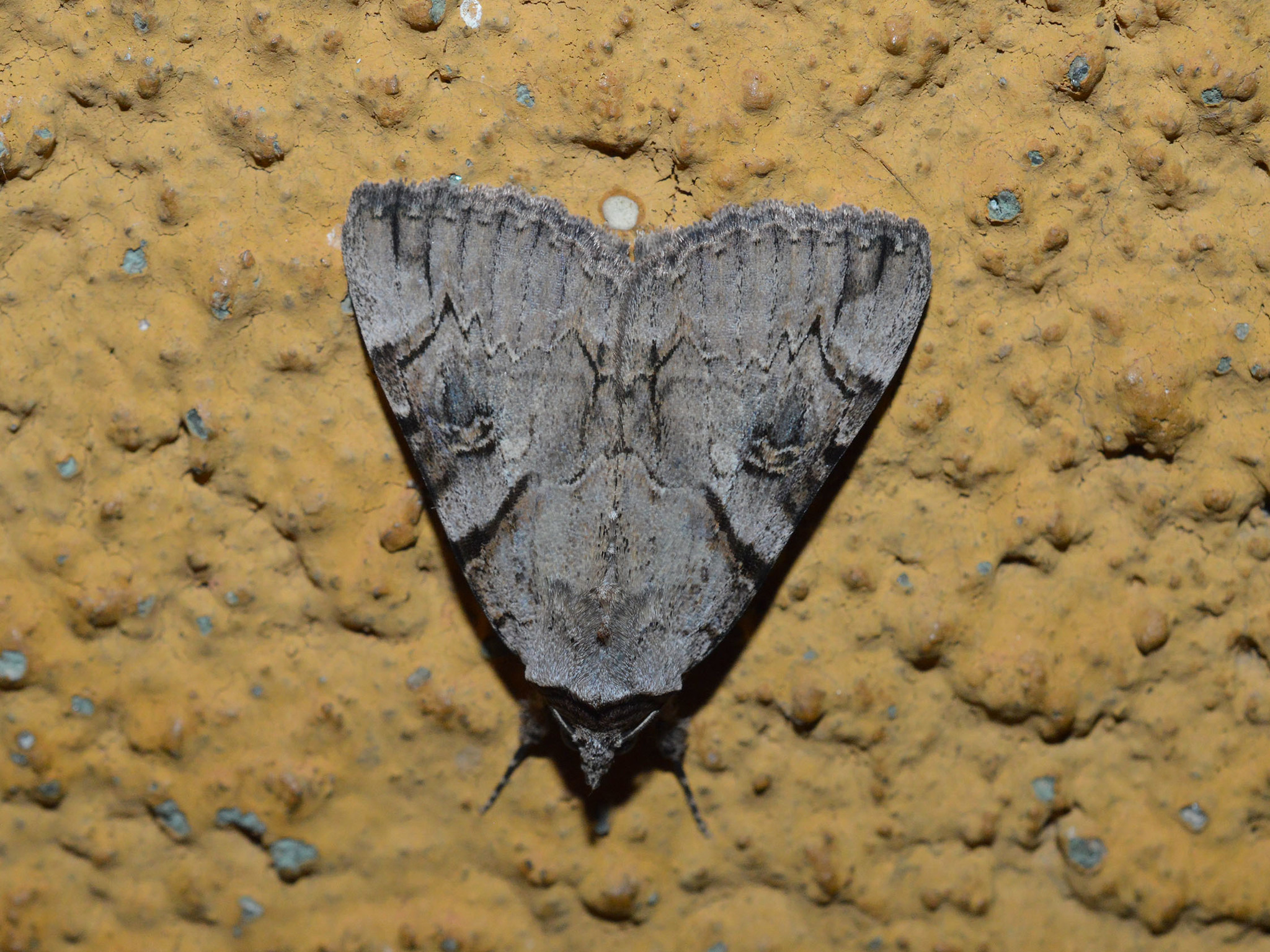

Magyarországon nem védett.